# MARRS
MARRS (également écrit M|A|R|R|S, M/A/R/R/S ou M.A.R.R.S.) est issu de la collaboration entre deux groupes anglais du label indépendant 4AD, à savoir Colourbox et Ar Kane.

Ils se firent connaître en 1987 en sortant le disque Pump Up the Volume, disque symbolisant l'explosion de la house music au Royaume-Uni.